# Karschiola holoclera
Karschiola holoclera là một loài bướm đêm thuộc phân họ Arctiinae, họ Erebidae.